# Antonio Conte
Antonio Conte (født 31. juli 1969) er en italiensk fodboldtræner, og tidligere fodboldspiller, som er træner for Serie A-klubben Napoli. Han anses som en af verdens bedste trænere, og har vundet titler som både spiller og træner.

## Spillerkarriere

### Klubkarriere
Conte begyndte sin karriere hos lokalklubben Lecce, hvor han fik sin førsteholdsdebut i april 1985 i en alder af bare 16 år. Han spillede for klubben frem til 1991, hvor han blev hentet af Juventus. Han tilbragte resten af sin spillerkarriere hos Juventus, og i sine 13 år med klubben var han med til at vinde Serie A fem gange samt UEFA Champions League en enkelt gang.

### Landsholdskarriere
Conte debuterede for Italiens landshold den 27. maj 1994. Han spillede i alt 20 kampe og scorede 2 mål i sin landsholdskarriere.

## Trænerkarriere

### Tidlige karriere
Efter at Conte havde stoppet som spiller, indtog han rollen som assistenttræner hos Siena. Han fik i juli 2006 sin første rolle som cheftræner, da han blev hyret af Serie B-klubben Arezzo. Dette varede dog kun i få måneder, før han blev fyret igen. Han fik dog jobbet igen i marts 2007.
Conte blev i december 2007 hyret af Bari. Han ledte klubben til Serie B-mesterskabet i 2008-09 sæsonen, hvilke var Contes første titel som træner.
Conte blev hyret af Atalanta i september 2009. Hans tid med klubben var dog ikke en succes, og han var i løbet af sæsonen i åben konflikt med klubbens ultras, hvilke ledte til at han under en kamp imod Napoli måtte få politibeskyttelse for at undgå en konfrontation. Dagen efter kampen, den 7. januar 2010, sagde han op som klubbens træner.
Han vendte herefter tilbage til Siena, hvor han i maj 2010 blev hyret som cheftræner. Han ledte klubben til andenpladsen i Serie B sæsonen 2010-11, og de rykkede hermed tilbage op til Serie A.

### Juventus
Efter at have været rygtet tilbage til klubben som han tilbragte størstedelen af sin spillerkarriere hos i mange år, så fik Conte endelig jobbet som Juventus træner i maj 2011. Conte havde her succes med det samme, og ledte Juventus til mesterskabet i 2011-12 sæsonen, hvilke var deres første mesterskab siden 2003. Denne succes fortsatte i de næste to sæsoner, som begge resulterede i mesterskaber. I 2013-14 sæsonen ledte han Juventus til 102 point, hvilke var flest i en Serie A sæsonen nogensinde. Han valgte dog at stoppe hos klubben i juli 2014.

### Italien
Conte blev i august 2014 hyret som landsholdstræner hos Italien. Han ledte landet under EM 2016, hvor de nåede til kvartfinalen. Han stoppede herefter som landstræner.

### Chelsea
Conte skiftede ved 2016-17 sæsonen til Chelsea. Hans første sæson i England var en stor succes, da han ledte Chelsea til Premier League mesterskabet. Hans anden sæson var dog ikke lige god, og på trods af at Chelsea vandt FA Cup, så blev han ved sæsonens udgang fyret efter at klubben sluttede på femtepladsen.

### Inter Milan
Conte vendte i maj 2019 tilbage til Italien, da han blev hyret af Inter Milan. I sin første sæson med klubben sluttede de på andenpladsen, et enkelt point bag Juventus. Det lykkedes dog i 2020-21 sæsonen at vinde mesterskabet, hvilke var klubbens første i 11 år. På trods af mesterskabet, så valgte Conte dog at sige op ved sæsonens udgang på grund af uenigheder med klubbens bestyrelse.

### Tottenham Hotspur
Conte vendte tilbage til England i november 2021, da han blev hyret af Tottenham Hotspur. Hans tid med klubben huskes nok mest for en rant han holdte under en pressekonference den 18. marts 2023 efter en kamp imod Southampton, hvor han kritiserede både klubbens spillere og bestyrelse. Få dage senere, den 26. marts, blev Conte og klubben enige om at ophæve hans kontrakt.

### Napoli
Conte blev i juni 2024 hyret af Napoli. Han ledte i 2024-25 sæsonen Napoli til at vinde mesterskabet, hvilke var set som en stor overraskelse efter at klubben var sluttet på 10. pladsen i den forrige sæson. Conte blev hermed også den første træner i Italien til at vinde mesterskabet med tre forskellige klubber.